# لانگتسن
شهر لانگتسن (به آلمانی: Langenzenn) در ایالت بایرن در کشور آلمان واقع شده‌است.